# 許鴻源

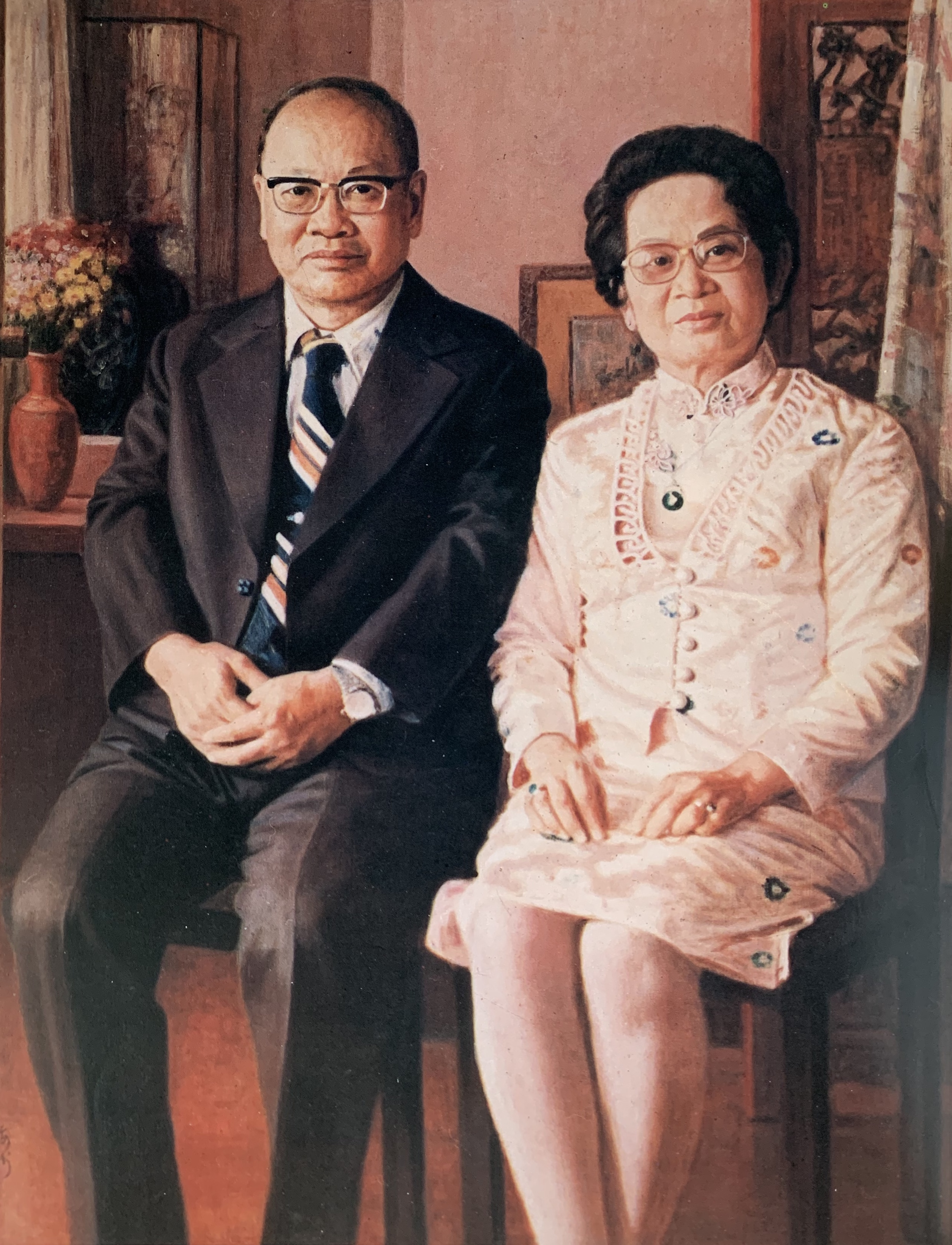
許鴻源博士與其夫人，李梅樹繪製

許鴻源（1917年10月23日—1991年1月22日），是一位出身臺灣彰化的中藥製藥企業家。他是將中藥標準化製藥流程引入臺灣的先驅之一。

## 生平
1917年，許鴻源出生於日治臺灣臺中州彰化郡和美中美街；他的父親是許仰嵩，他是家中第五個出生的兒子，他有許鴻猷、許鴻謨、許鴻燎、許鴻樑、許鴻裕等兄弟。幼年時，他經常在父親經營雜貨批發的場地玩耍。
1937年，他在畢業於嘉義農專後於家人及長老教會支持下前往日本留學；他先是就讀於明治學院社會福利科，但由於政治及社會氛圍等因素，他決定報名明治藥專轉學考試。
1941年，他受寄宿家庭主人精神科醫師加藤普佐次郎博士鼓勵研讀中國藥學，於是進入東京帝國大學（以下簡稱「東京帝大」）藥學系生藥科（研究所）就讀，並在畢業後留校學習科學研究技術直至終戰。
戰後，許鴻源帶領妻子林碖及子女返回臺灣，並在彰化和美開始其製藥事業。1946年，他在臺北拜訪東京帝大校友、國立臺灣大學附設醫院藥局長塚本赳夫；當時，臺灣省衛生試驗所剛成立且有人力需求，他因此在同年12月被推薦到該所任職。在臺灣省衛生試驗所服務期間，他每年都會邀請日本學者到臺灣演講。
1962年，許鴻源經木村康一教授介紹，以臺灣衛生當局人員身分前往日本拜訪小太郎藥廠與長倉藥廠，並因此與在長倉藥廠製藥研究部任職的顏焜熒結識。此後，他與顏焜熒開始致力於將因工業革命及社會現代化所產生的標準化製藥流程引入臺灣。
雖然製程及藥品經持續研發不斷改進，但因傳統觀念及品質參差不齊的偽冒產品大量出現等因素，他們所研發出的中藥濃縮製劑仍難為當時社會大眾所接受。為消除疑慮，許鴻源開始邀集各中醫師公會理事長於臺灣各縣市舉辦座談會，並委請學者（如中國醫藥學院藥學教授那琦、中國醫藥學院醫學教授黃維三、臺北醫學院藥理教授顏焜熒等）在正聲廣播電台宣傳科學中藥的好處，又聘請日本學者前往臺灣演講，再邀請著名中醫師馬光亞於診間給予患者服用科學中藥，甚至租下遊覽車邀集臺灣各地中藥房老闆與中醫師前往參觀藥品製造過程。最終，在臺灣當局認可其藥廠符合藥廠優良製造規範（GMP）下，其藥品終於因法規制度保護而得以與傳統中藥市場區分競爭，更在1995年被列入全民健康保險制度給付內容。
後來，他在晚年與妻子長期旅居美國，並過世於當地。 此外，他曾擔任中國藥學會臺灣省分會理事長、衛生署藥政處處長及多所大學的藥學系教授。

## 獲得獎項及榮譽
- 日本生藥學会 會賞（1984年）[12]
- 日本東洋医学会 會賞（1989年）[12]
- 入選日本醫藥名人錄（1989年）[12]

## 紀念
- 順天美術館（洛杉磯爾灣市），其藏品已全部捐贈予國立台灣美術館[13][11]
- 許鴻源博士中國醫藥研究發展基金會[14]

## 外部連結
- 許鴻源 - 國家圖書館期刊文獻資訊網中文期刊篇目系統：查詢服務 （页面存档备份，存于）